# Семёновка (Речицкий район)
Семёновка (бел. Сямёнаўка) — деревня в Вышемирском сельсовете Речицкого района Гомельской области Белоруссии.

## География

### Расположение
В 36 км на юг от районного центра и железнодорожной станции Речица (на линии Гомель — Калинковичи), 86 км от Гомеля.

## Транспортная сеть
Транспортные связи по просёлочной, затем автомобильной дороге Хойники — Речица. Планировка состоит из криволинейной длинной улицы, близкой к широтной ориентации. На север от неё параллельно расположена короткая прямолинейная улица, соединённая с главным переулком. Застройка двусторонняя, деревянная, усадебного типа.

## История
По письменным источникам известна с XIX века как селение в Холмечской волости Речицкого уезда Минской губернии.
С 8 декабря 1926 года до 16 июля 1954 года центр Семеновского сельсовета Холмечского, с 4 августа 1927 года Речицкого районов Речицкого, с 9 июня 1927 года Гомельского (до 26 июля 1930 года) округов, с 20 февраля 1938 года Гомельской области.
В 1930 году работала школа. В 1929 году организован колхоз «Украинец», работали кузница и шерсточесальня. Во время Великой Отечественной войны в июне 1943 года оккупанты полностью сожгли деревню и убили 7 жителей. В 1962 году к деревне присоединён посёлок Грушевка. В составе колхоза имени XXII съезда КПСС (центр — деревня Вышемир). Действовали библиотека, фельдшерско-акушерский пункт, клуб.

## Население

### Численность
- 2004 год — 74 хозяйства, 134 жителя.

### Динамика
- 1908 год — 78 дворов, 573 жителя.
- 1930 год — 212 дворов, 1172 жителя.
- 1940 год — 330 дворов, 1080 жителей.
- 1959 год — 654 жителя (согласно переписи).
- 2004 год — 74 хозяйства, 134 жителя.

## Достопримечательность
- Воинский мемориал